# Казо (Савона)
Казо је насеље у Италији у округу Савона, региону Лигурија.
Према процени из 2011. у насељу је живело 62 становника. Насеље се налази на надморској висини од 204 м.